# Église Sainte-Foy de Blaymont
Pour les articles homonymes, voir Église Sainte-Foy.
L'église Sainte-Foy est une église catholique située à Blaymont, en France.

## Localisation
L'église est située dans le département français de Lot-et-Garonne, sur la commune de Blaymont.

## Historique
L’église Sainte-Foy de Blaymont a été construite au XIIe siècle dans le style roman.
L'église a  été modifiée au XIVe et XVe siècles.
L'édifice est inscrit au titre des monuments historiques le 8 octobre 1998.

## Description
C'est une église à nef unique dont l'abside semi-circulaire est voûtée en cul de four. 
Le chevet a conservé sa corniche avec tablettes en pierre et métopes perforées. 
Une chapelle gothique a été ajoutée au sud avec ce qui peut ressembler à une croisée du transept. 
Un clocher-mur a été élevé au-dessus de l'arc triomphal.

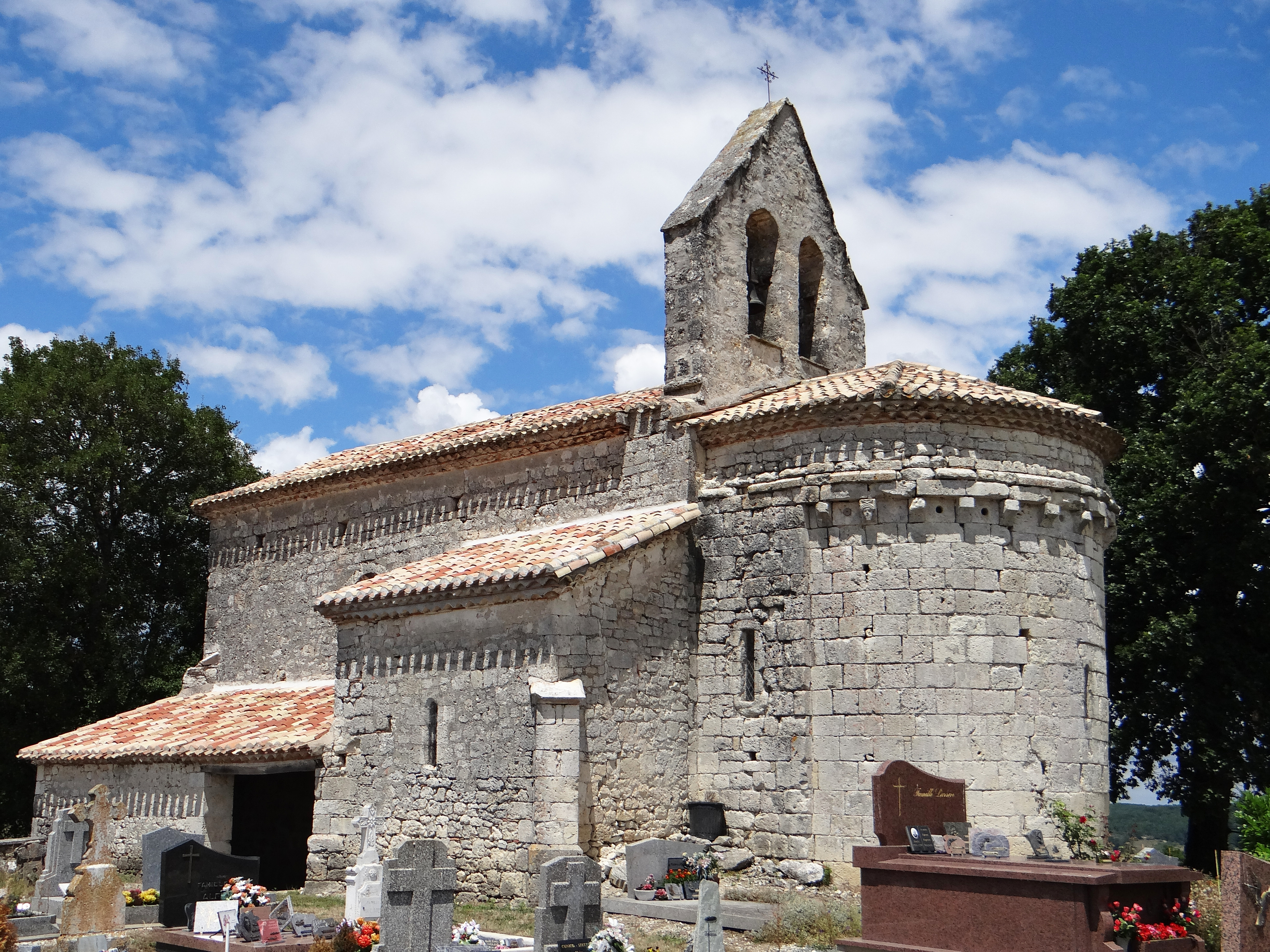
Le chevet avec les tablettes et métopes  perforés, le clocher-mur
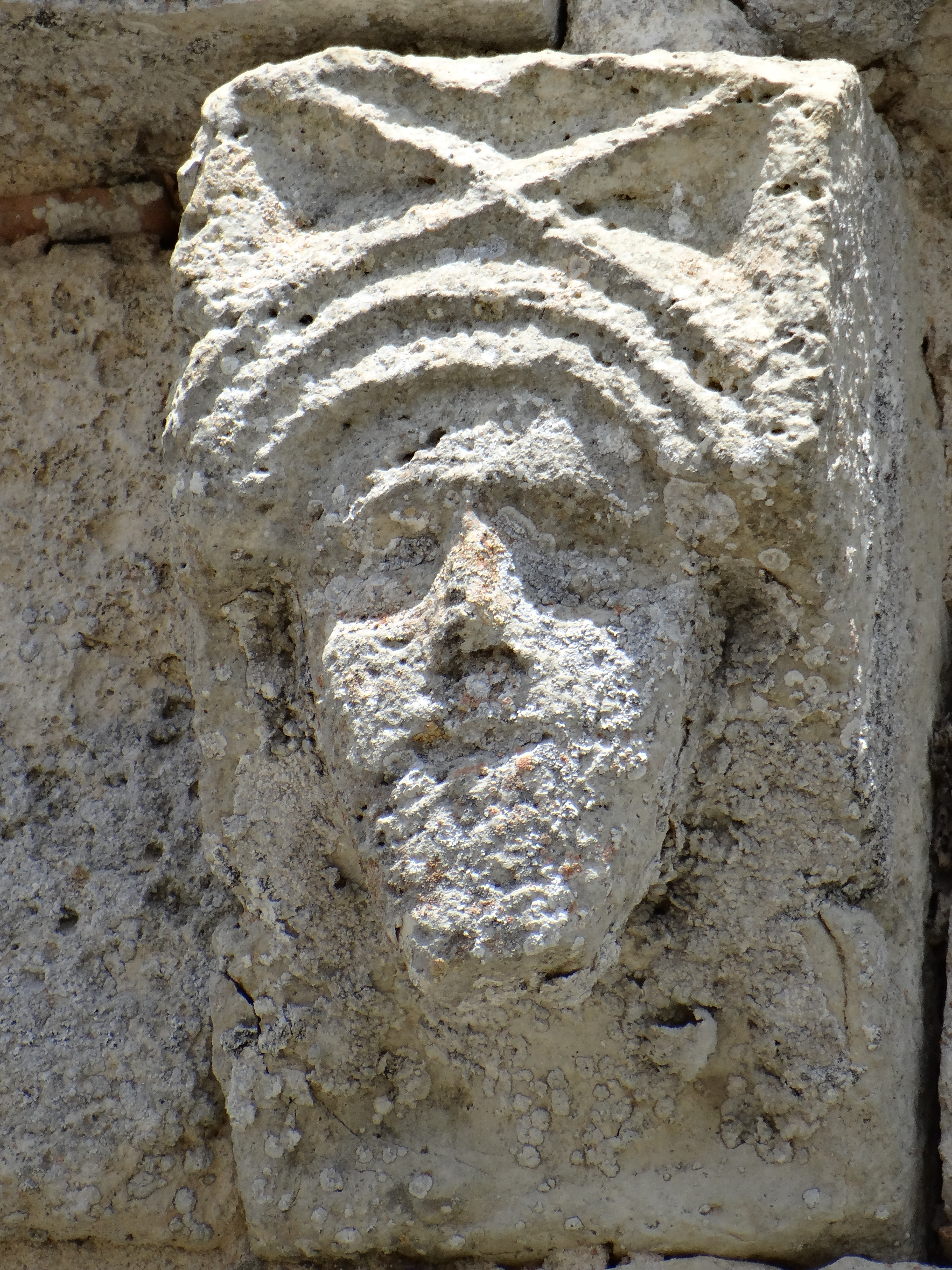
Modillon du chevet
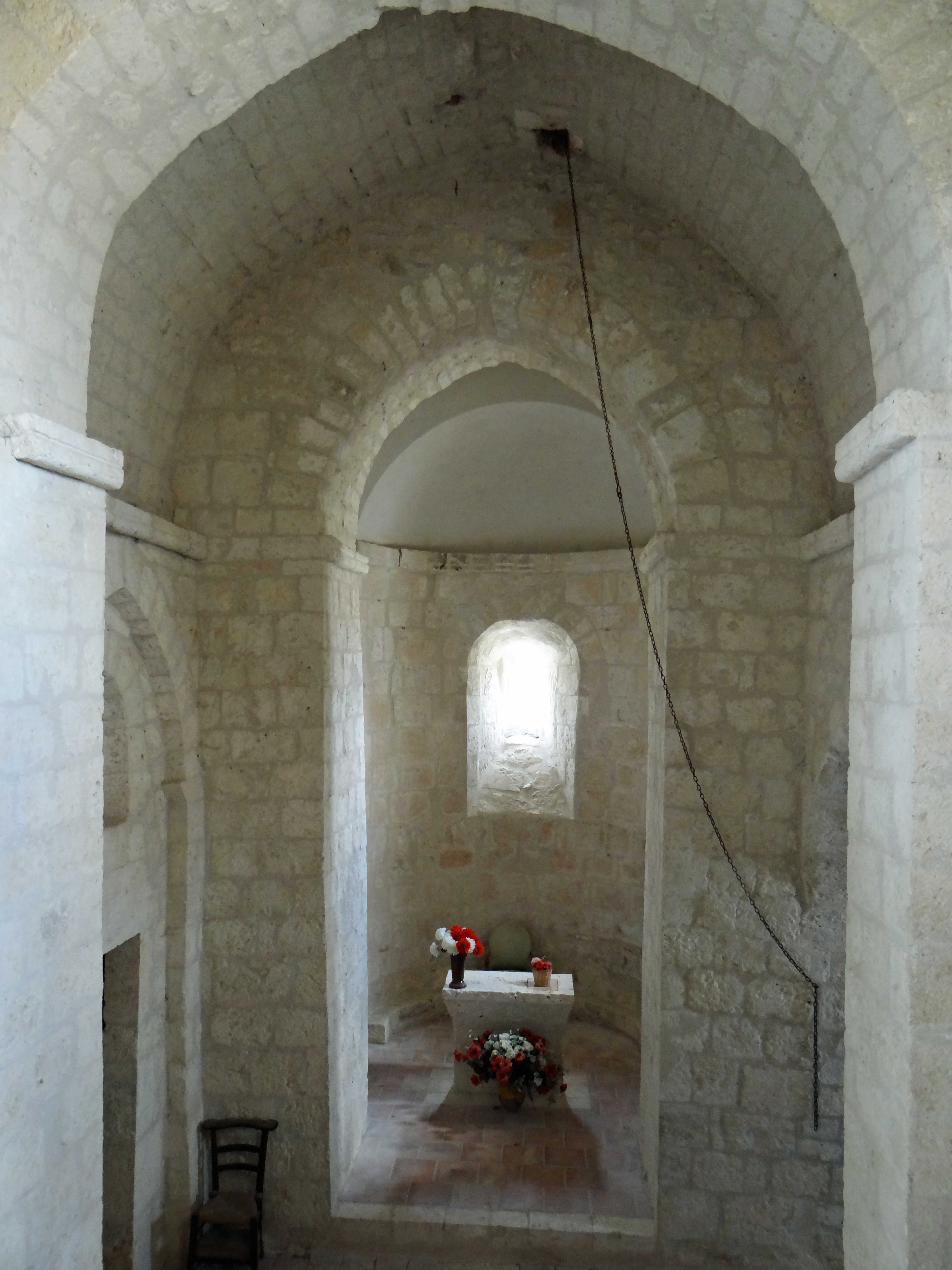
La nef unique
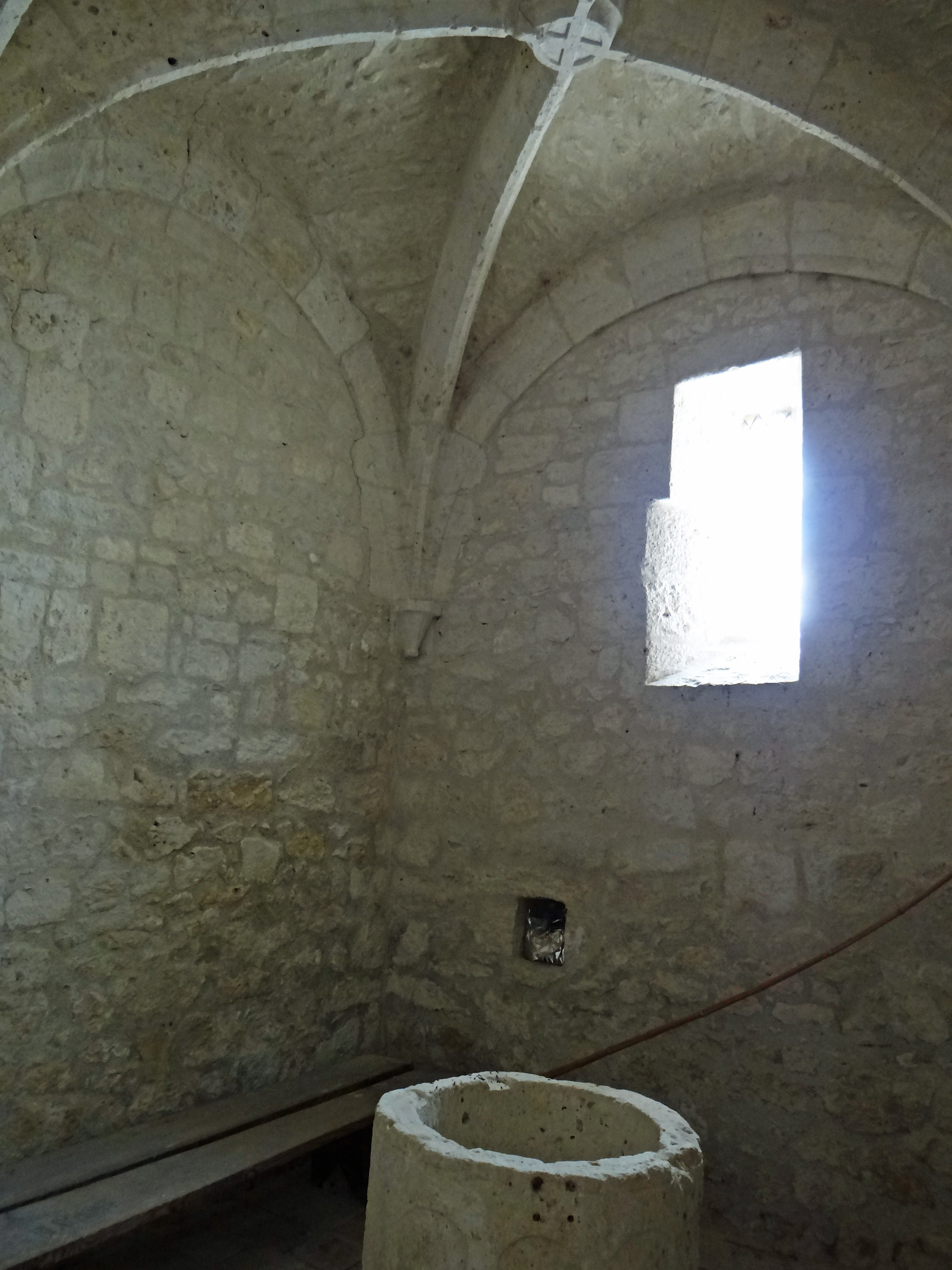
La chapelle sud avec croisée d'ogives
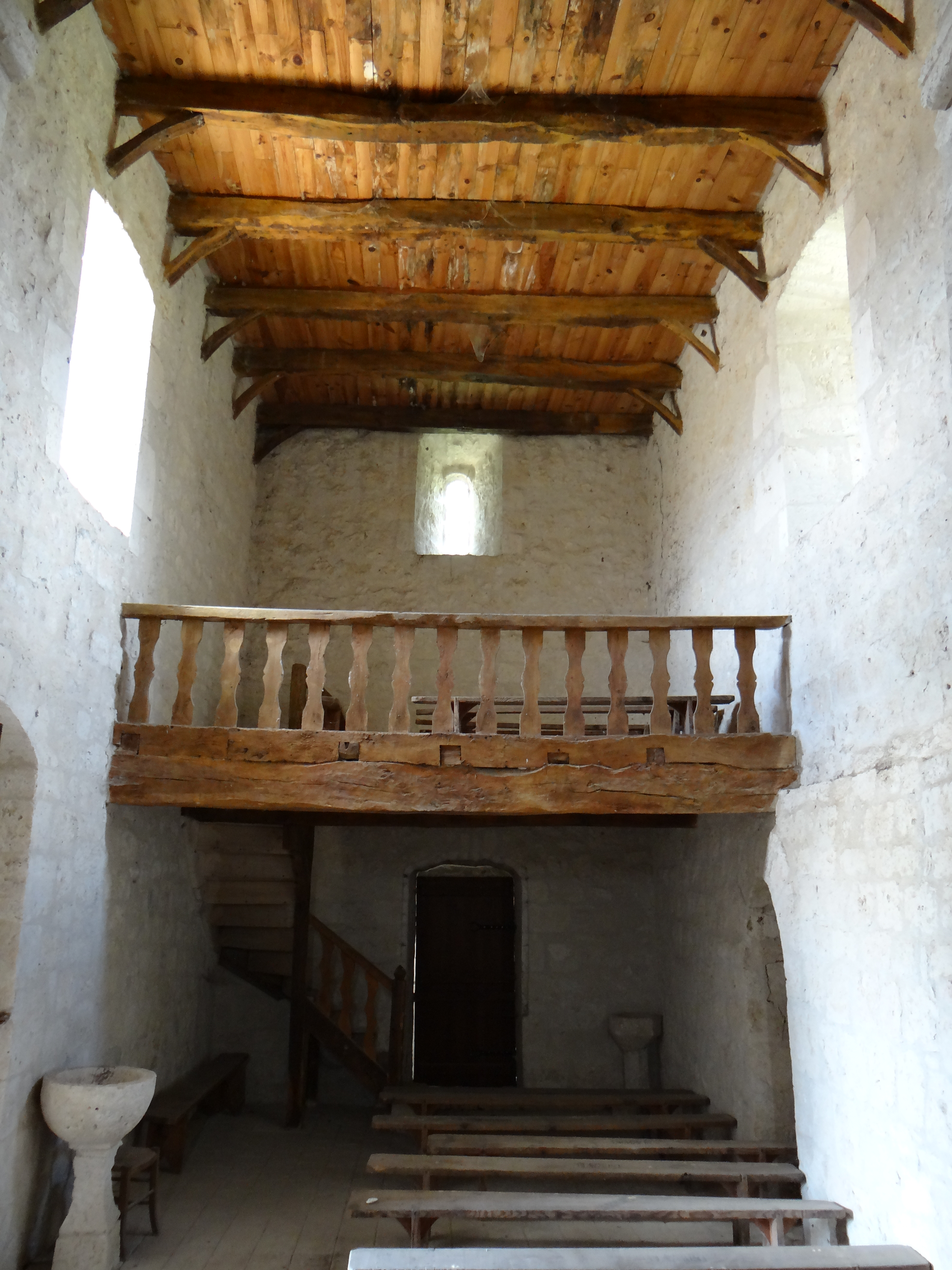
La tribune